# Liste du patrimoine immobilier classé de Pecq
Cette page regroupe l'ensemble du patrimoine immobilier classé de la ville belge de Pecq.
| Objet | Année de construction / Architecte | Adresse | Section communale | Coordonnées                      | Numéro d’inventaire | Illustration              |
| --- | ---------------------------------- | ------- | ----------------- | -------------------------------- | ------------------- | ------------------------- |
| L'église Saint-Martin |                                    |         | Pecq              | 50° 41′ 07″ nord, 3° 20′ 24″ est | 57062-CLT-0001-01   | L'église Saint-Martin     |
| L'église Saint-Eleuthère |                                    |         | Esquelmes         | 50° 39′ 53″ nord, 3° 20′ 55″ est | 57062-CLT-0002-01   | L'église Saint-Eleuthère  |
| Le parcours wallon du Canal de l'Espierre traversant les communes d'Estaimpuis et de Pecq, y compris les infrastructures du canal, à savoir : les ouvrages éclusiers, trois ponts-levis métalliques et les chemins de halage ainsi que les rangées de peupliers qui les bordent (S) et établissement d'une zone de protection aux abords du canal (ZP) (+ ESTAIMPUIS/Estaimpuis, Leers-Nord, Evregnies et Saint-Léger) |                                    |         |                   | 50° 41′ 28″ nord, 3° 15′ 23″ est | 57062-CLT-0006-01   | Image manquanteTéléverser |